# Orchidopeksja
Orchidopeksja (łac. orchidopexio) to termin określający zabieg, który wykonuje się przy operacyjnym leczeniu wnętrostwa.
Ogólna zasadą operacji jest uwolnienie powrózka nasiennego z elementów powodujących jego skrócenie, sprowadzenie jądra do moszny i takie jego umocowanie, aby zapobiec jego cofaniu się w kierunku kanału pachwinowego.
Obecnie przy stwierdzeniu wnętrostwa, orchidopeksji dokonuje się od 6. do 12. miesiąca życia. Udowodniono, że dokonanie jej w późnym dzieciństwie zwiększa ryzyko zachorowania na raka jąder, oraz wystąpienia wnętrostwa wtórnego.